# Slushii
Julian Michael Scanlan (Mount Laurel, 1 de maio de 1997), conhecido profissionalmente como Slushii, é um músico, DJ, compositor e produtor musical norte-americano. Ele é mais conhecido por trabalhar com vários artistas gerenciados por Moe Shalizi, como Marshmello, Ookay e Jauz, e por receber apoio de um músico notável e fundador da gravadora Owsla, Skrillex.